# Thomas Simpson

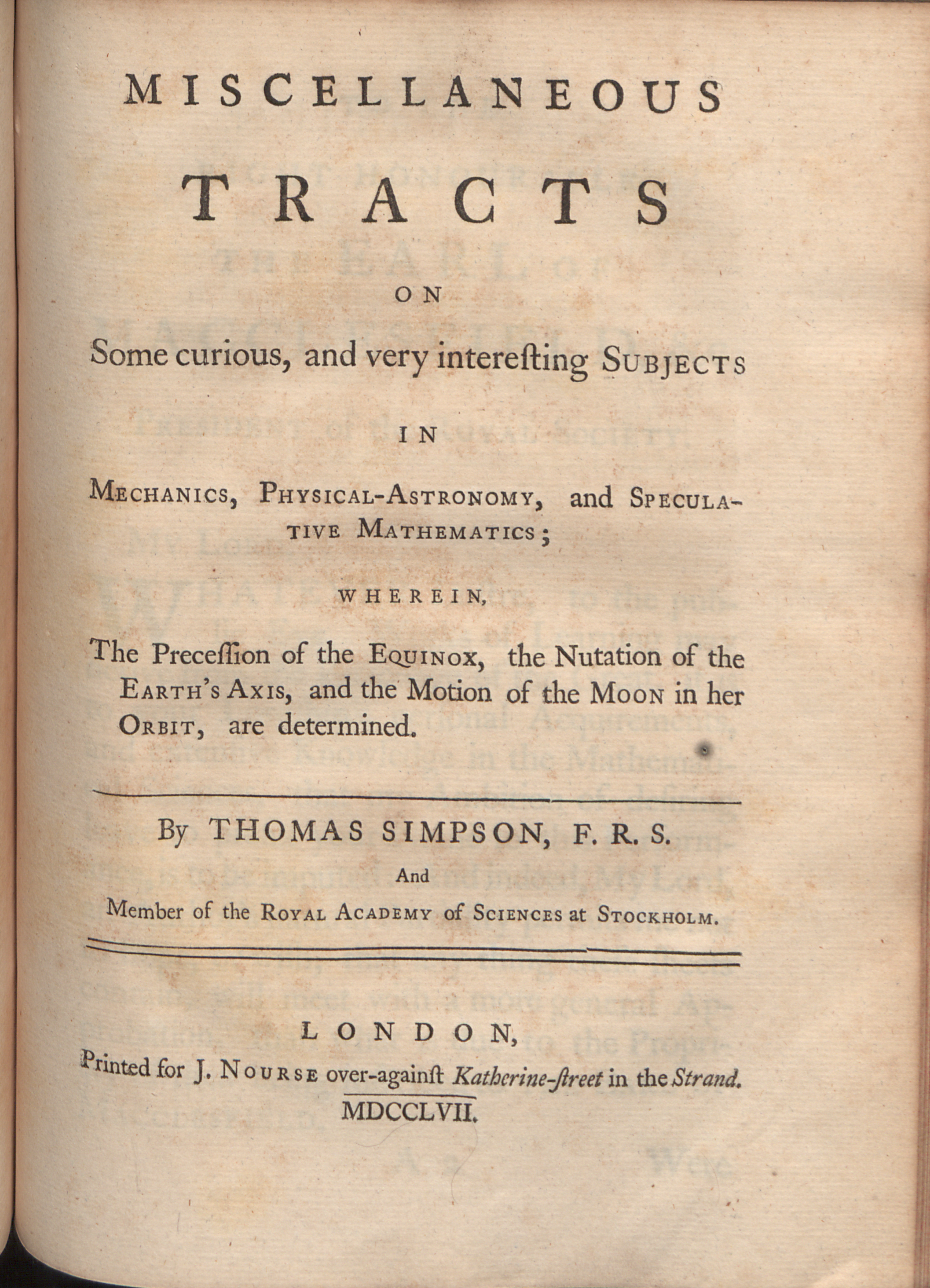
Miscellaneous tracts, 1768

Thomas Simpson (20 de agosto de 1710, Market Bosworth, Leicestershire, Inglaterra, Reino Unido-14 de mayo de 1761) fue un inventor y matemático inglés. La regla de Simpson lleva su nombre en su honor.

## Biografía
Thomas Simpson nació en una familia de situación económica modesta. Su padre era un tejedor, de modo que él también trabajó inicialmente en este oficio. Las matemáticas las aprendió estudiando por su cuenta, de manera autodidacta. Alrededor de 1725 se mudó a Nuneaton, Warwickshire, para trabajar allí como matemático hasta 1733, lugar en el que contrajo matrimonio con su esposa en 1730. 
En el año 1733 tuvo que huir hacia Derby, luego de que durante una sesión de astrología él o uno de sus asistentes asustó a una niña al disfrazarse de demonio.
Entre 1733 y 1736 volvió a mudarse, esta vez hacia Londres, donde nacieron sus hijos, Elizabeth en 1736 y luego Thomas en 1738.
A partir de 1743 impartió clases de matemáticas en la Royal Military Academy en Londres.

## Obra
Se le conoce por sus trabajos acerca de la interpolación e integración numérica. Aquí la regla de Simpson lleva su nombre, la que en realidad, aunque en una variante más simple había sido formulada en 1615 por Johannes Kepler como Regla del barril y que se basa en conocimientos que vienen de los trabajos de Newton. Sin embargo, la forma abstracta {\displaystyle x_{n+1}=x_{n}-f(x_{n})/f'(x_{n})} del método de Newton es de su autoría y no de Newton. Adicionalmente, Simpson se dedicó a la teoría de la probabilidad y a la teoría de errores. 

### Principales trabajos publicados
- Treatise of Fluxions (1737)
- The Nature and Laws of Chance (1740)
- The Doctrine of Annuities and Reversions (1742)
- Mathematical Dissertation on a Variety of Physical and Analytical Subjects (1743)
- A Treatise of Algebra (1745)
- Elements of Geometry (1747)
- Trigonometry, Plane and Spherical (1748)
- Select Exercises in Mathematics (1752)
- Miscellaneous Tracts on Some Curious Subjects in Mechanics, Physical Astronomy and Speculative Mathematics (1757)